# Dieter Hoeneß
Dieter Hoeneß, född 7 januari 1953 i Ulm i Baden-Württemberg, är en tysk/västtysk före detta fotbollsspelare och sportchef (ty. Manager), och bror till Uli Hoeneß.
Dieter Hoeneß spelade i Bundesliga för Stuttgart och Bayern München. Han deltog i VM-finalen 1986. Efter den aktiva karriären har han precis som sin bror Uli varit framgångsrik som sportchef.

## Meriter
- 6 A-landskamper för Förbundsrepubliken Tyskland
- VM i fotboll: 1986
  - VM-silver 1986
- Tysk mästare 1985, 1986

## Klubbar
- Bayern München
- VfB Stuttgart

## Managerkarriär
- Stuttgart 1990-1995
- Hertha Berlin 1997-2009
- Wolfsburg  2010-2011